# Élections de l'assemblée de Londres en 2024
Les élections de l'Assemblée de Londres en 2024 se tiennent le 2 mai 2024. Il y a deux scrutins, le scrutin dans les circonscriptions et le scrutin régional. Ces élections se déroulent le même jour que l'élection du maire de Londres.

## Système électoral
Le maire et l'assemblée de Londres sont élus au suffrage universel direct.
Les 25 membres de l'Assemblée de Londres sont élus pour quatre ans au proportionnel mixte parallèle. 14 membres sont élus au scrutin uninominal majoritaire à un tour dans autant de circonscription électorales tandis que les 11 autres sièges sont attribués suivant la méthode d'Hondt à tous les partis ayant franch le seuil électoral de 5 % des suffrages exprimés.

## Résultats
|                          |                                |                  |                  |                  |                  |                 |                 |                 |                 |              |               |  |  |  |
| Partis                   | Partis                         | Circonscriptions | Circonscriptions | Circonscriptions | Circonscriptions | Proportionnelle | Proportionnelle | Proportionnelle | Proportionnelle | Total sièges | +/−           |  |  |  |
| Partis                   | Partis                         | Votes            | %                | Sièges           | +/−              | Votes           | %               | +/-             | Sièges          | Total sièges | +/−           |  |  |  |
|                          | Parti travailliste             | 983 216          | 39,75            | 10               | 1                | 951 056         | 38,40           | 0,3             | 1               | 11           | en stagnation |  |  |  |
|                          | Parti conservateur             | 673 036          | 27,21            | 3                | 2                | 648 269         | 26,17           | 4,54            | 5               | 8            | 1             |  |  |  |
|                          | Parti vert                     | 319 869          | 12,93            | 0                | en stagnation    | 286 746         | 11,58           | 0,22            | 3               | 3            | en stagnation |  |  |  |
|                          | Libéraux-démocrates            | 271 049          | 10,96            | 1                | 1                | 215 682         | 8,71            | 1,39            | 1               | 2            | en stagnation |  |  |  |
|                          | Reform UK                      | 183 361          | 7,41             | 0                | en stagnation    | 145 409         | 5,87            | 4,9             | 1               | 1            | 1             |  |  |  |
|                          | Rejoin EU                      |                  |                  |                  |                  | 62 528          | 2,52            | 0,61            | 0               | 0            | en stagnation |  |  |  |
|                          | Parti pour le bien-être animal |                  |                  |                  |                  | 41 303          | 1,67            | 0,06            | 0               | 0            | en stagnation |  |  |  |
|                          | Britain First                  |                  |                  |                  |                  | 32 085          | 1,30            | Nv.             | 0               | 0            | en stagnation |  |  |  |
|                          | Alliance des peuples chrétiens |                  |                  |                  |                  | 26 798          | 1,08            | 0,04            | 0               | 0            | en stagnation |  |  |  |
|                          | Parti social-démocrate         |                  |                  |                  |                  | 23 021          | 0,93            | 0,63            | 0               | 0            | en stagnation |  |  |  |
|                          | Autres partis                  | 43 024           | 1,74             | 0                | -                | 43 790          | 1,77            | -               | 0               | 0            | -             |  |  |  |
|                          |                                |                  |                  |                  |                  |                 |                 |                 |                 |              |               |  |  |  |
| Votes valides            | Votes valides                  | 2 473 555        | 99,20            |                  |                  | 2 476 687       | 99,31           |                 |                 |              |               |  |  |  |
| Votes blancs et nuls     | Votes blancs et nuls           | 19 878           | 0,80             | 17 226           | 0,69             |                 |                 |                 |                 |              |               |  |  |  |
| Total                    | Total                          | 2 493 433        | 100              | 14               | en stagnation    | 2 493 913       | 100             | -               | 11              | 25           | en stagnation |  |  |  |
| Abstentions              | Abstentions                    | 3 668 995        | 59,54            |                  |                  | 3 668 515       | 59,53           |                 |                 |              |               |  |  |  |
| Inscrits / participation | Inscrits / participation       | 6 162 428        | 40,46            | 6 162 428        | 40,47            |                 |                 |                 |                 |              |               |  |  |  |

| Circonscription                             | Sortant             | Sortant          | Élu | Élu                 |
| ------------------------------------------- | ------------------- | ---------------- | --- | ------------------- |
| Barnet and Camden                           |                     | Anne Clarke      |     | Anne Clarke         |
| Bexley and Bromley                          |                     | Peter Fortune    |     | Thomas Turrell      |
| Brent and Harrow                            |                     | Krupesh Hirani   |     | Krupesh Hirani      |
| City and East                               |                     | Unmesh Desai     |     | Unmesh Desai        |
| Croydon and Sutton                          |                     | Neil Garratt     |     | Neil Garratt        |
| Ealing and Hillingdon                       |                     | Onkar Sahota     |     | Bassam Mahfouz      |
| Enfield and Haringey                        |                     | Joanne McCartney |     | Joanne McCartney    |
| Greenwich and Lewisham                      |                     | Len Duvall       |     | Len Duvall          |
| Havering and Redbridge                      |                     | Keith Prince     |     | Keith Prince        |
| Lambeth and Southwark                       |                     | Marina Ahmad     |     | Marina Ahmad        |
| Merton and Wandsworth                       |                     | Leonie Cooper    |     | Leonie Cooper       |
| North East                                  |                     | Sem Moema        |     | Sem Moema           |
| South West                                  |                     | Nicholas Rogers  |     | Gareth Roberts      |
| West Central                                |                     | Tony Devenish    |     | James Small-Edwards |
|                                             |                     |                  |     |                     |
| Députés régionaux élus à la proportionnelle |                     |                  |     |                     |
|                                             | Elly Baker          |                  |     |                     |
|                                             | Susan Mary Hall     |                  |     |                     |
|                                             | Shaun Bailey        |                  |     |                     |
|                                             | Emma Best           |                  |     |                     |
|                                             | Andrew Boff         |                  |     |                     |
|                                             | Alessandro Georgiou |                  |     |                     |
|                                             | Siân Berry          |                  |     |                     |
|                                             | Caroline Russell    |                  |     |                     |
|                                             | Zack Polanski       |                  |     |                     |
|                                             | Hina Bokhari        |                  |     |                     |
|                                             | Alex Wilson         |                  |     |                     |